# Patterson (Nowy Jork)
Patterson – miasto w stanie Nowy Jork, w hrabstwie Putnam. 
Powierzchnia Patterson wynosi 85 km², zamieszkiwane jest przez 12023 mieszkańców (2010). Od północy graniczy z hrabstwem Dutchess, a od wschodu ze stanem Connecticut.
W Patterson znajduje się Centrum Szkoleniowe Towarzystwa Strażnica, a w nim Biblijna Szkoła Strażnicy – Gilead oraz kilka działów Biura Głównego Świadków Jehowy.

## Znane osoby związane z Patterson
- Sybil Ludington
- Pete Seeger
- Marta-Bryan Allen
- Elizabeth Montgomery